# Château de Jouqueviel
Le château de Jouqueviel, est un château situé à Jouqueviel, dans le Tarn (France).
De l'édifice originel, il ne demeure aujourd'hui que les vestiges d'une tour, perchée sur un petit pic de gneiss. Ces restes sont inscrits au titre des monuments historiques par arrêté du 13 juillet 1927. Un petit château plus récent a été construit juste à côté.

## Historique
Le château de Jouqueviel fait face au château de Roumégous. Il date sûrement du XIIIe siècle, même s'il n'est mentionné qu'au cours du XIVe siècle. Il semble néanmoins probable que le site du château, stratégique, ait été occupé bien antérieurement par une petite construction fortifiée. Il a donné son nom au village, Jouqueviel (jocal vielh) signifiant Juchoir vieux (le château est juché sur un à-pic) en occitan.
C'est une construction très modeste, dont la fonction réelle n'est pas connue. Il parait certain que cela n'a jamais été un lieu de résidence, mais plutôt une tour de guet, ou une fort défendant le village. Selon une autre tradition, il aurait même servi de prison.
Le château de Jouqueviel, appartenant alors à la famille de Faramond, est détruit lors des événements de la Révolution française. Alors que le baron Augustin-Alexandre de Faramond, plutôt impopulaire parmi ses villageois, réside à Rodez, un groupe de paysans projette de voler ses biens. Ainsi, le 9 février 1790, cette bande s'empare, pille et détruit le château.

## Architecture

### Le château-fort
Le château originel de Jouqueviel se trouve sur une colline boisée. C'est une construction très modeste, dont il ne reste aujourd'hui qu'une petit tour rectangulaire, de 4,5 sur 5,5 mètres, l'ancien donjon. Cette tour, aujourd'hui largement endommagée, devait s'élever sur trois étages au total, et possède des murs de plus d'un mètre d'épaisseur. 
La plate-forme de gneiss sur laquelle se trouve la tour, trop petite pour accueillir un édifice bien plus grand, présentait aussi quelques autres constructions, et est ceinte d'un ancien fossé défensif. Selon la tradition, on y trouvait aussi un puits très profond, aujourd'hui comblé et perdu.

### Le château actuel
La tour subsistante du vieux château domine un petit corps de logis rectangulaire en pierre, flanqué d'une tour ronde arasée au nord. Il n'existe aucune information sur ce second château, si ce n'est qu'il possède quelques meurtrières pour arquebuses, et ne semble donc pas dater du XIXe siècle.